# لولوبی (قوم)
لولوبی یا لولوبیان قومی باستانی در ایران بودند که از حدود ۳۱۰۰ سال پیش از میلاد در سرزمینی واقع در استان کرمانشاه و قسمت‌هایی از کردستان و آذربایجان غربی سکونت داشتند و بیش از دو هزار سال در این نواحی زیستند. لولوبی‌ها در اواخر دوران خود دارای حکومت شده و با برخی از همسایگان خود در جنگ بوده‌اند.

## منشأ و تاریخچهٔ قوم لولو یا ولئییان
بسیار پیش از استقرار مادها، اقوامی با نام گوتی‌ها، لولوبیان و هوری‌ها و سپس کاسی‌ها به ترتیب از شمال به جنوب در نواحی غربی ایران می‌زیسته‌اند. این اقوام با هوریان و اکد‌ی‌ها و سومر‌ی‌ها مراوداتی داشته‌اند؛ بنابراین لولویی‌ها از نخستین گروه قومی بودند که در هزارهٔ چهارم پیش از میلاد در فلات ایران ساکن بودند.
برای نخستین بار، نارام سین نوهٔ سارگون از شاهان امپراتوری اکد، در قرن ۲۳ پیش از میلاد در کتیبه‌ای از لولوبی‌ها یاد کرده و شرح پیروزی خود بر آنان را نوشته است. این کتیبه بعدها و در سنوات سال ۱٬۲۰۰ پیش از میلاد، توسط شوتروک ناهونته پادشاه مقتدر ایلام، به شوش انتقال یافت و شرحی بر آن افزوده شد.

### قلمرو و جغرافیا
قبایل لولوبی یا ولئیی بخش وسیعی از کوه‌ها و کوهپایه‌ها را از قسمت علیای دیاله تا دریاچهٔ ارومیه را تحت اشغال خود داشتند. محل تمرکز اصلی لولوبیان در استان کرمانشاه بود. شهرها و کشورهای مهم آن دوران در ایران غربی عبارت بودند از: تاندیم، سوماشتو، آشورو، الامو، کاشو، گوتو و لولوبو (لولوبیان).

## سیاست و مذهب

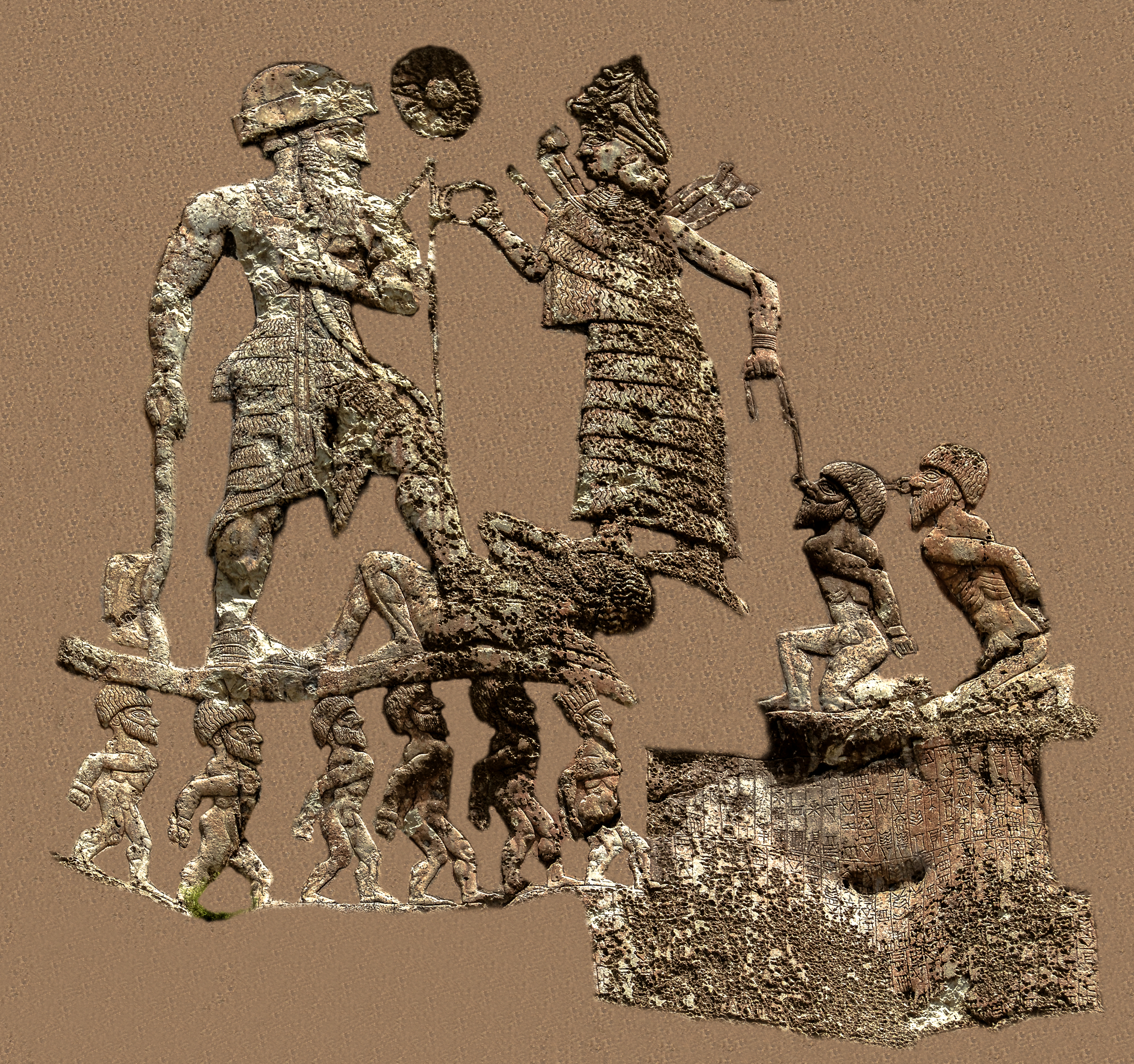
نقش برجسته آنوبانی‌نی

در زبان اورارتویی لولو به معنی بیگانه و دشمن است. این اصطلاح نشان می‌دهد که لولوبیان از لحاظ قومی از قبایل هوری یا اورارتویی نبوده بلکه احتمالاً با ایلامیان قرابت داشتند. لولوبی‌ها همچنین دشمن هوریان بوده و با آنان در جنگ دائمی بودند.
معروف‌ترین پیشوای لولوبیان، شاه آنوبانی‌نی بوده است. نقش‌برجسته آنوبانی‌نی در سرپل ذهاب، واقع در استان کرمانشاه پرده‌ای است که در آن سردار در برابر شاهی ایستاده و پشت سر شاه ستاره ایشتار می‌درخشد. ایشتار او را در مقابل دشمنان پیروزی داده و شاه پای خود را بر بدن دشمن مغلوب نهاده است، کمان و تبرزینی به‌دست دارد. سردار با طنابی دو اسیر را در بند نگه داشته و در دست دیگر حلقه‌ای که نشان حکومت و قدرت است به‌دست گرفته است.
نوشته ذیل نقش برجسته مزبور، می‌رساند که لولوبیان در نیمه دوم هزاره سوم قبل از میلاد دارای دولتی بوده و در نتیجه جامعه‌ای طبقاتی داشتند؛ ولی چنان‌که از منابع آشوری برمی‌آید، علائم تأسیس و قوام دولت در قبایل مذکور فقط در آغاز هزاره اول قبل از میلاد مشاهده گشته است.

## خط، زبان و لباس

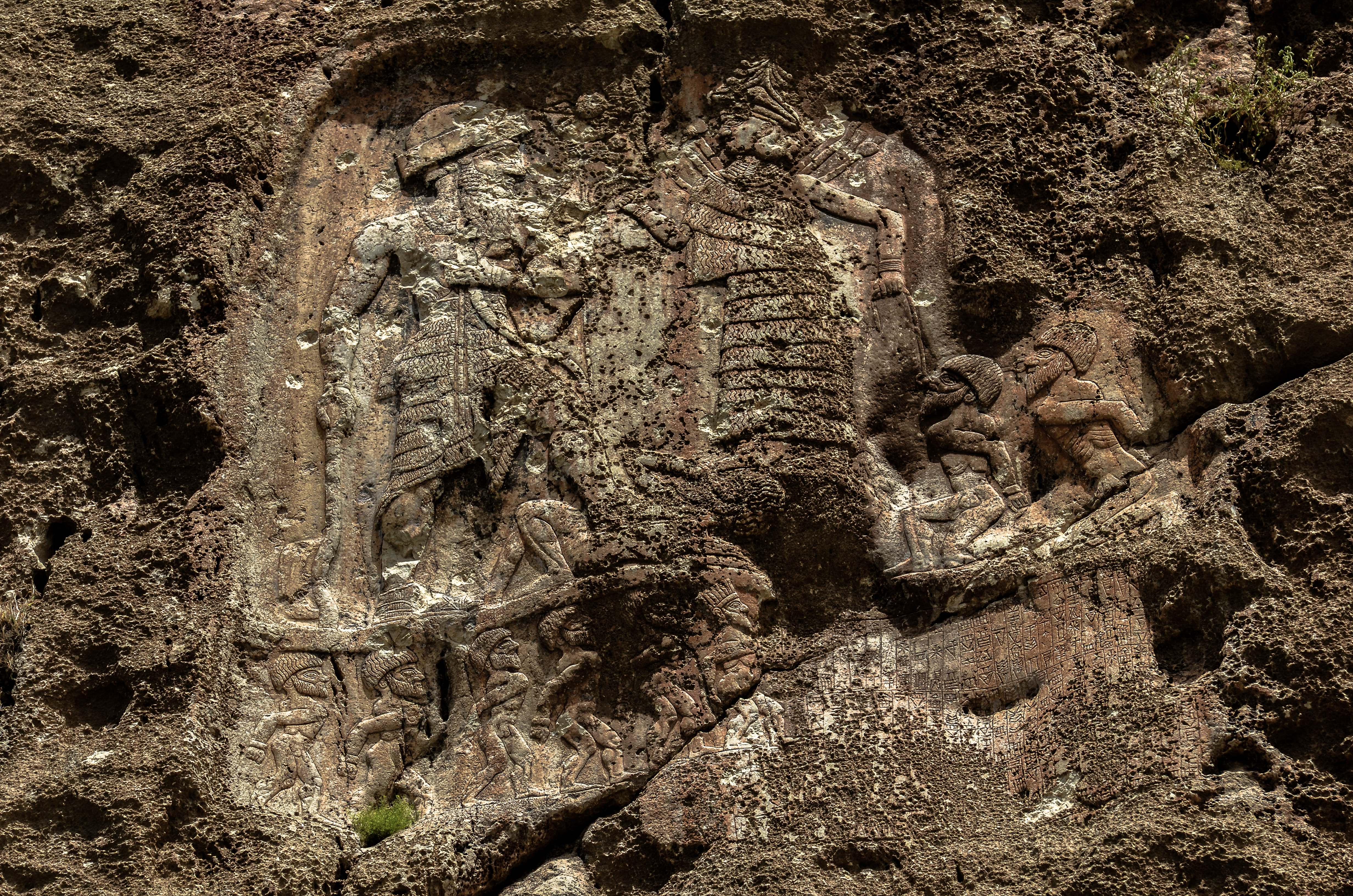
نقش‌برجسته آنوبانی‌نی، سرپل ذهاب، استان کرمانشاه، ایران

کتیبه نارام سین در حدود ۲۵۰۰ سال پیش از میلاد مضمونش مربوط به قوم لولو می‌باشد. و نقش برجسته آنوبانی‌نی، امروزه در داخل یک دبیرستان دخترانه در شهر سرپل ذهاب قرار دارد. احتمالاً مربوط به قرن ۲۲ پیش از میلاد است. نام این ملکه به زبان اکدی است و نوشته مختصری که به صحنه تصاویر برجسته منضم است، به زبان اکدی می‌باشد. آنوبانی‌نی ملکه اصالت اکدی یا لولویی داشته که نقش برجسته منسوب به او از قدیمی‌ترین سنگ نبشته‌های ایران با قدمتی حدوداً ۴۳۰۰ سال است.
لباس لولوبیان نیم تنه‌ای بود که پوستینی بر آن اضافه می‌کردند. در نقش برجسته آنوبانی‌نی، سردار دامنی از پوست داشته و ملکه نیز جامه‌ای بلند از پوست بر تن دارد.

## نگارخانه

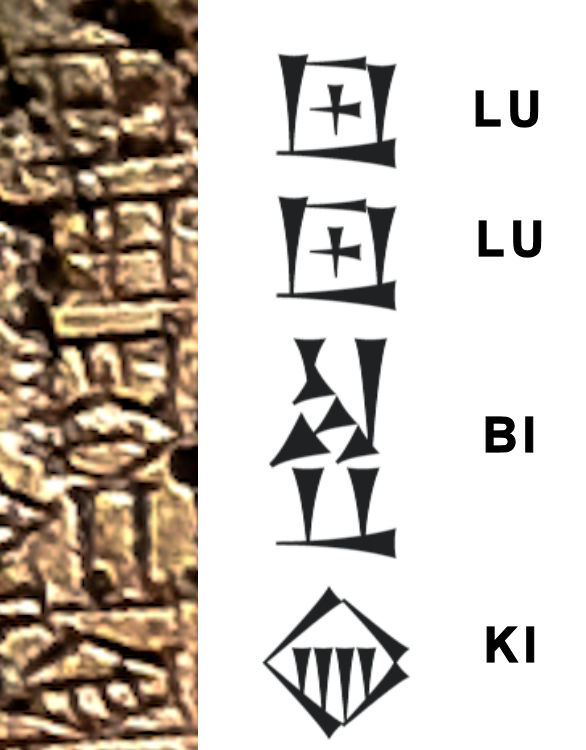
لولوبی کی ("کشور لولوبی‌ها") روی نقش برجسته صخره ای آنوبانینی

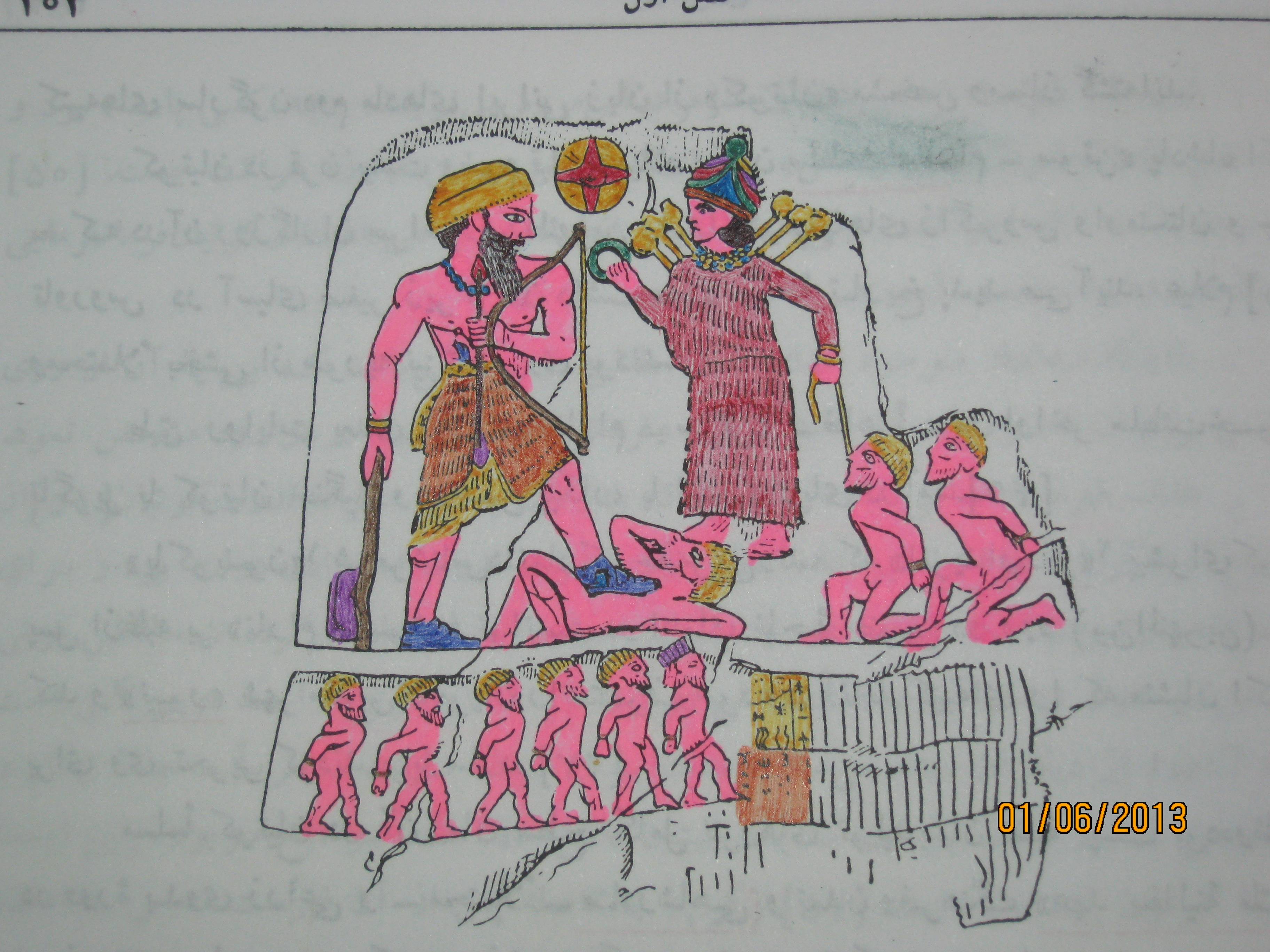
ترسیمی از ملکه و پادشاه غالب بر لولوبیان و ستاره ایشتار

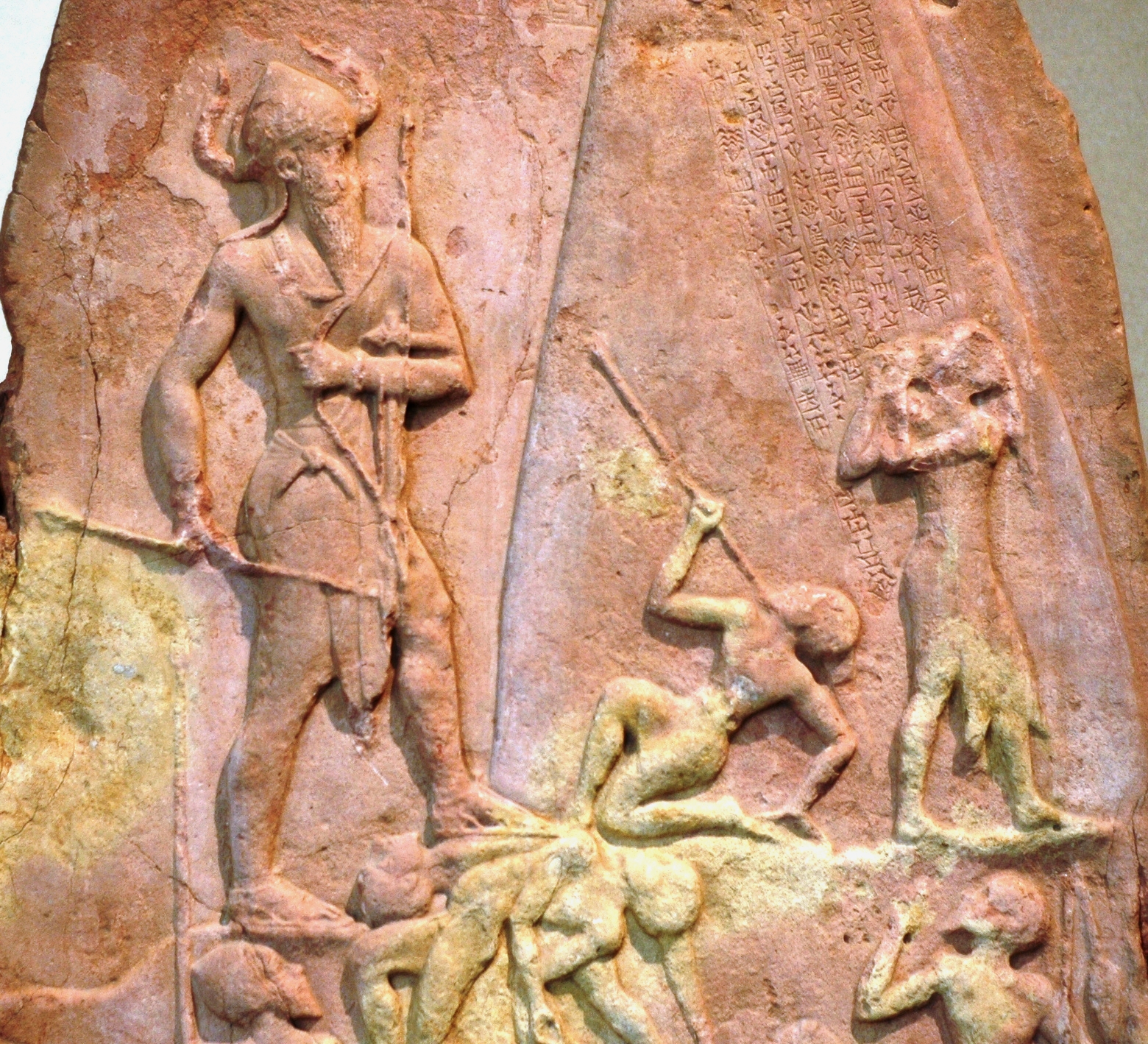
کتیبه نارام‌سین پادشاه اکد، پیروز بر لولوبیان
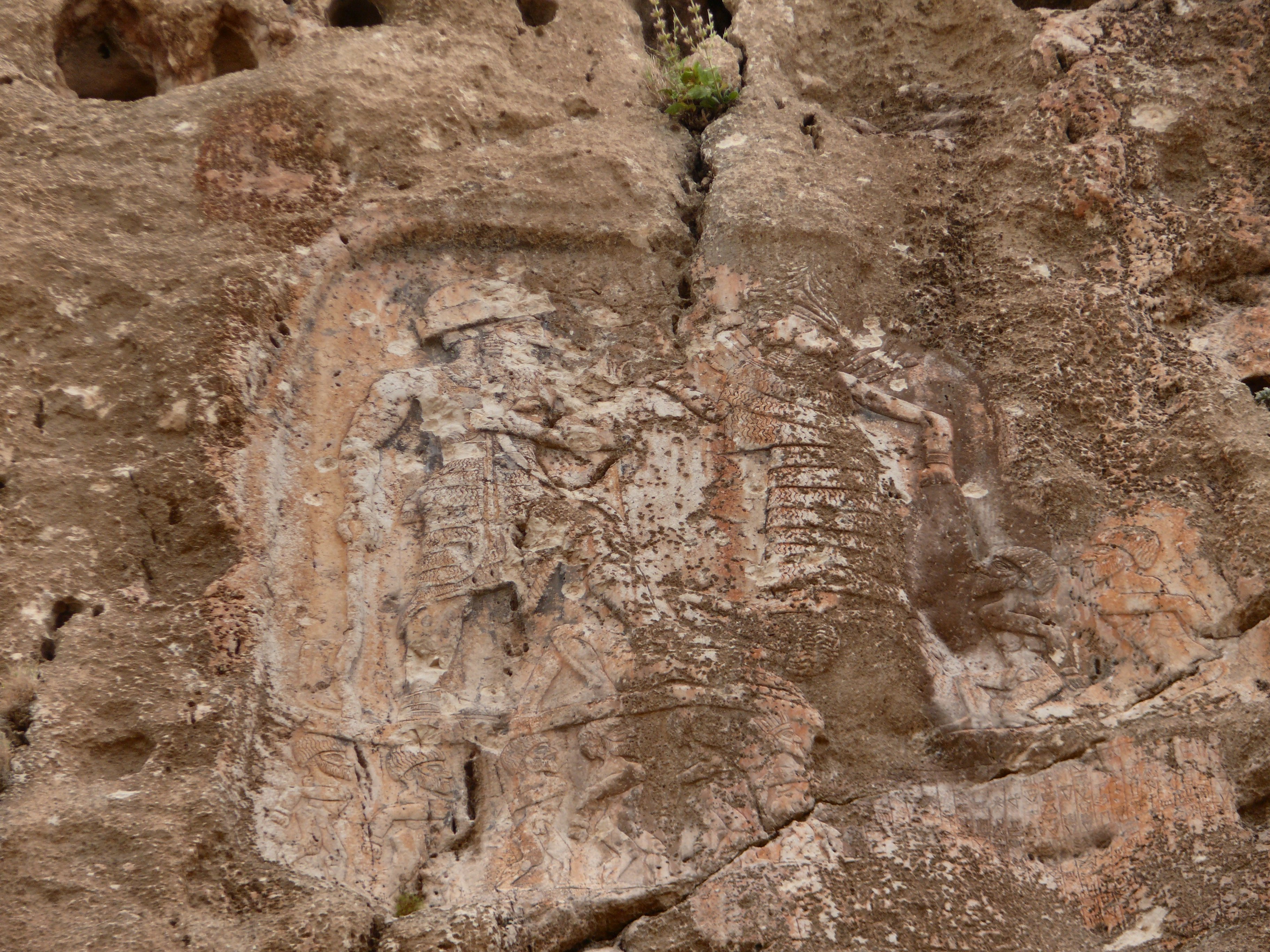
صخره نقش برجسته آنوبانی‌نی در سرپل ذهاب
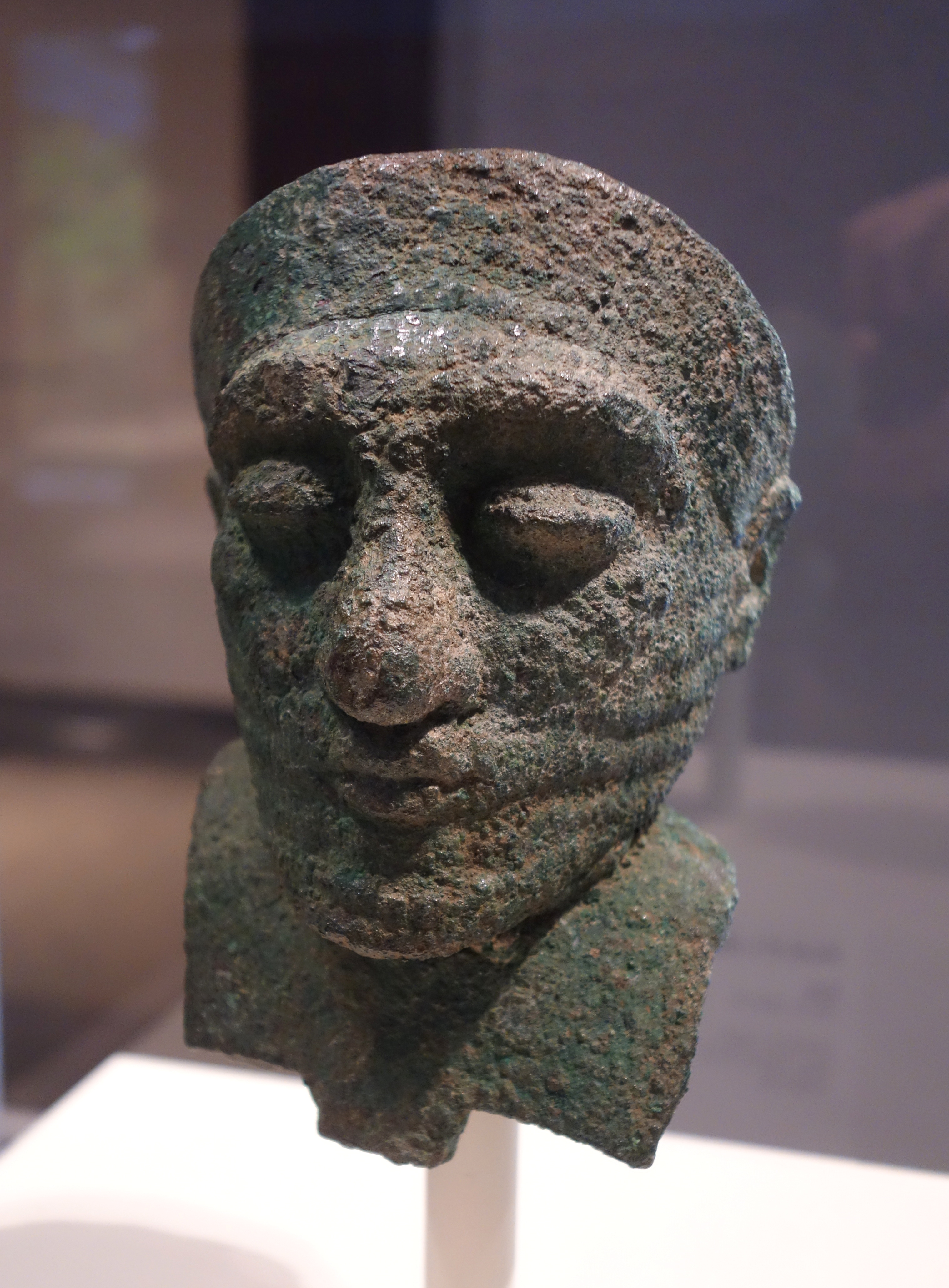
مجسمه سر مفرغی، کهن مکشوف از سلماس
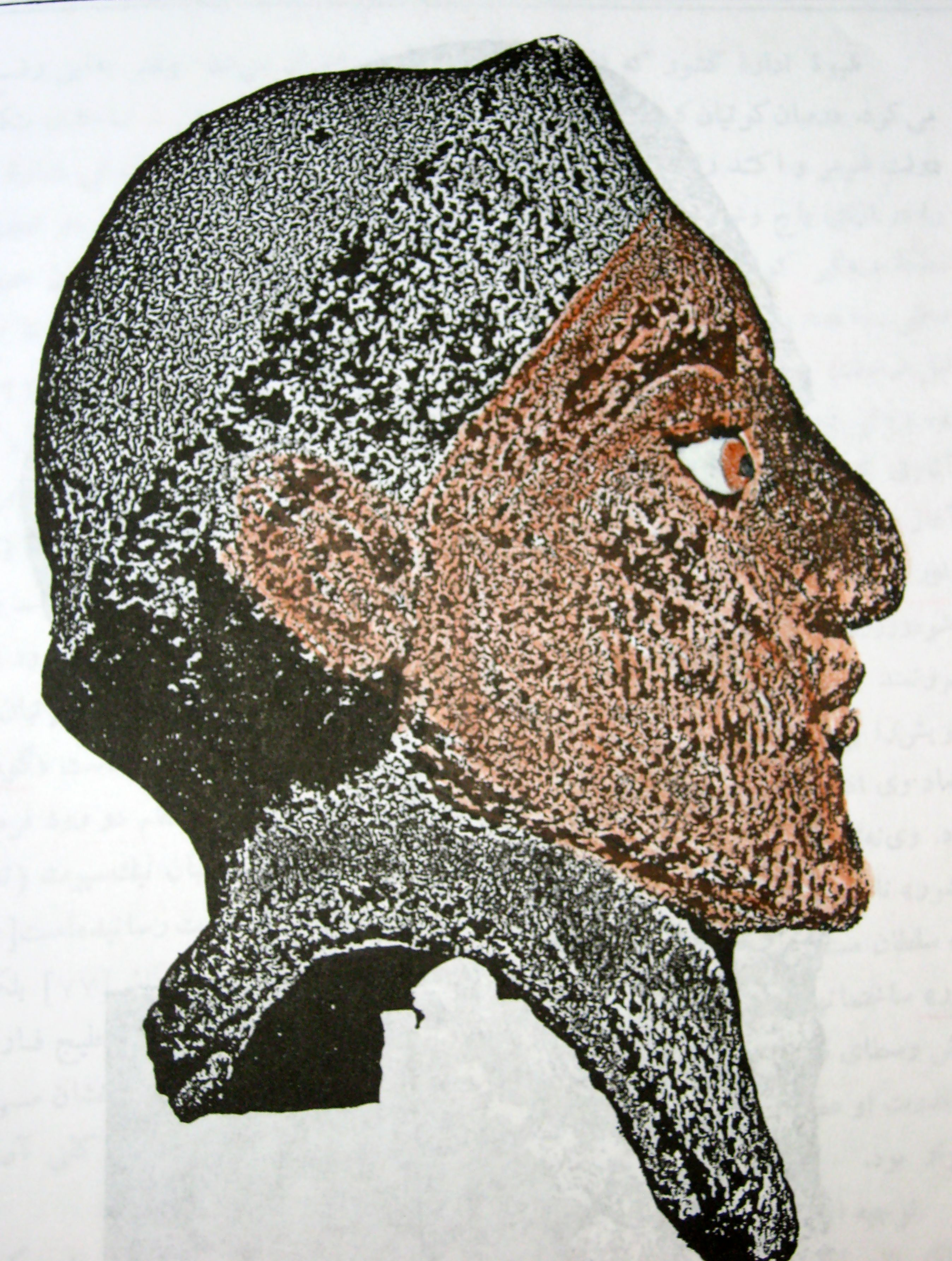
گرته‌ای از سر مفرغی سلماس
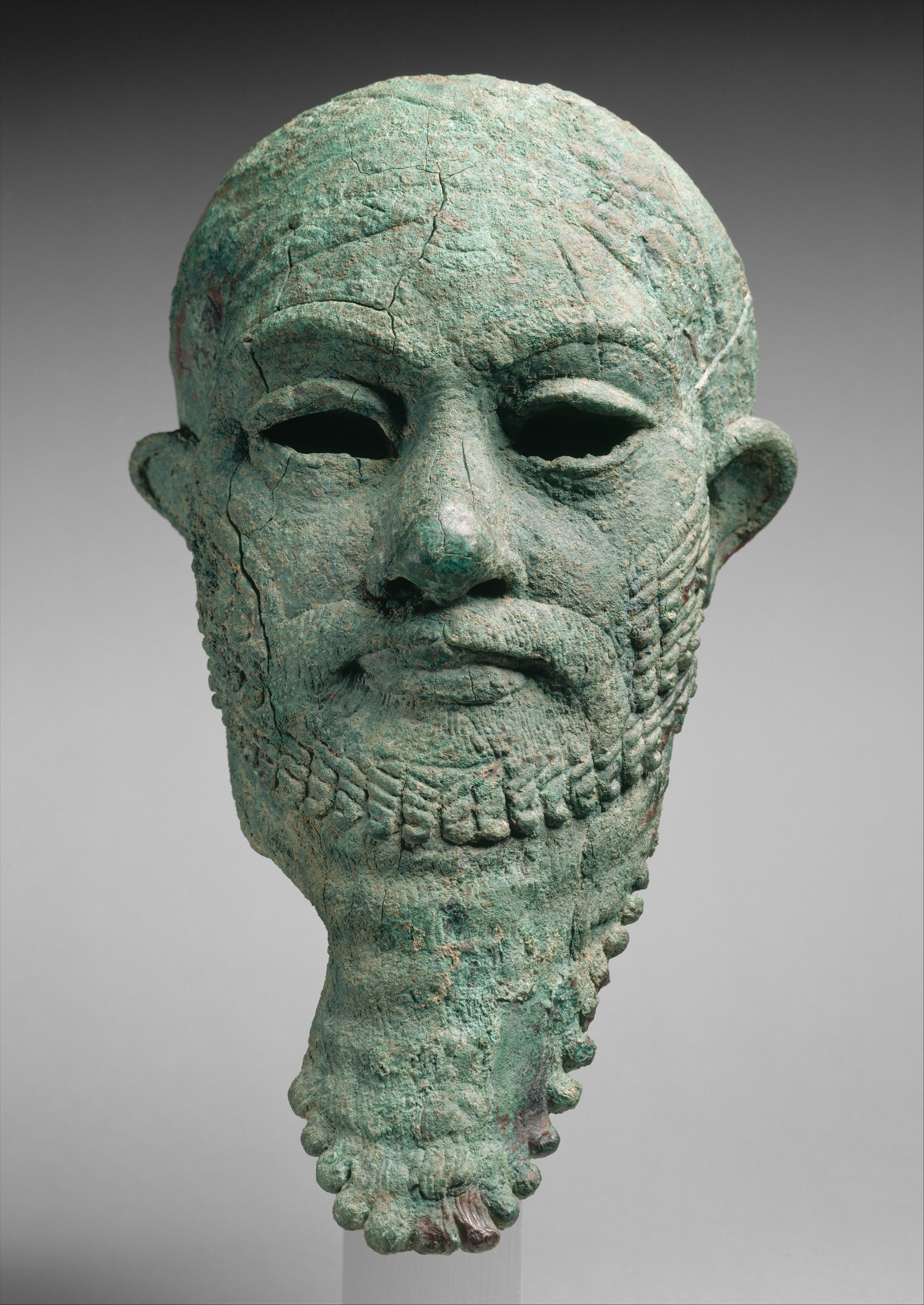
سر برنزی منسوب به کوتیان یا لولوبیان سایت مجسمه